# 卡西纳斯科
卡西纳斯科（義大利語：Cassinasco），是意大利阿斯蒂省的一个市镇。总面积11.71平方公里，人口649人，人口密度55.4人/平方公里（2009年）。ISTAT代码为005021。